# Юнг, Иоахим
Иоахим Юнг (нем. Joachim Jungius, 1587—1657) — немецкий учёный, педагог, философ, ботаник и математик.
Уроженец города Любека, был профессором математики в Гиссене и Ростоке, а с 1628 г. — ректором Иоганнеума в Гамбурге, где и умер. Юнг считается предшественником Лейбница в стремлениях к реформе в области философии. Ботаника обязана ему первой естественной группировкой растений, которую уже после его смерти, но по составленным под его диктовку запискам (так как сам он почти ничего не печатал) представил Joh. Vaget в сочинении: «Joachim Jungii isagoge phytoscopia etc.» (Гамбург, 1678) и позднее усовершенствовал Линней.
Большая часть трудов Юнга появилась в печати уже после его смерти.

## Избранная библиография
- «Logica Hamburgensis» (Гамбург, 1638);
- «Disputationes de naturali Dei cognitione»;
- «De potentia activa»; «De aristocratia» (ib., 1641);
- «De principiis corporum naturalium» (ib., 1642);
- «De forma substantiali»; «De notionibus secundis»;
- «De relationibus»;
- «De definitionibus»;
- «Demonstrationes materiae primae et formae substantialis» (ib., 1638);
- «Isagoge physica doxoscopia, in qua praecipuae opiniones in physica passim receptae breviter et accuratissime examinantur» (изд. Фогель, ib., 1662);
- «Phoronomica, seu doctrina de motu locali» (изд. Сиверс, 1688; Менцер, 1699);
- «Historia Vermium» (изд. Vagetius, Гамбург, 1691);
- «Schedar. fascicul. inscriptus: Mineralia» (ib., 1689);
- «Opuscula botanico-physica» (изд. Кобург, 1747);
- «The anatomy of vegetables etc.» (Лондон, 1673);
- «The comparative anatomy of trunks etc.» (ib., 1675);
- «The anatomy of plants etc.» (ib., 1682).
- «Historia vitae et mortis J. Jungii» (Гамбург, 1657);
- «De Jungio» (Бреславль, 1846);
- «Joachim Jungius und sein Zeitalter» (Штутгарт, 1851);
- «Des Dr. J. Jungius aus Lübeck Briefwechsel» (Любек, 1863);
- «Das Leben des Dr. med. Joachim Jungius» (Бреславль, 1882);
- «Joachim Jungius und die Erneuerung atomistischer Lehren im XVII Jahrh.» (1887);
- «Joachim Jungius» (1888).